# Roman Jakobson
Roman Osipovich Jakobson (tiếng Nga: Рома́н О́сипович Якобсо́н; 11 tháng 10 năm 1896  - 18 tháng 7 năm 1982) là nhà ngôn ngữ học và nhà lý luận văn học người Mỹ gốc Nga.
Là người tiên phong về ngôn ngữ học cấu trúc, Jakobson là một trong những nhà ngôn ngữ học nổi tiếng và có ảnh hưởng nhất trong thế kỷ XX. Cùng với Nikolai Trubetzkoy, ông đã phát triển các kỹ thuật mới mang tính cách mạng để phân tích các hệ thống âm thanh ngôn ngữ, thực tế là sáng lập ra bộ môn âm vị học hiện đại. Jakobson tiếp tục mở rộng các nguyên tắc và kỹ thuật tương tự để nghiên cứu các khía cạnh khác của ngôn ngữ như cú pháp, hình thái và ngữ nghĩa. Ông đã có nhiều đóng góp cho ngôn ngữ học Slav, đáng chú ý nhất là hai nghiên cứu về trường hợp tiếng Nga và phân tích các loại của động từ tiếng Nga. Dựa trên những hiểu biết sâu sắc từ ký hiệu học của CS Peirce, cũng như từ lý thuyết truyền thông và điều khiển học, ông đã đề xuất các phương pháp để điều tra thơ ca, âm nhạc, nghệ thuật thị giác và điện ảnh.
Thông qua ảnh hưởng quyết định của mình đối với Claude Lévi-Strauss và Roland Barthes, và những người khác, Jakobson trở thành một nhân vật quan trọng trong việc điều chỉnh phân tích cấu trúc cho các ngành học ngoài ngôn ngữ học, bao gồm triết học, nhân học và lý thuyết văn học; sự phát triển của ông về cách tiếp cận được tiên phong bởi Ferdinand de Saussure, được gọi là "chủ nghĩa cấu trúc ", đã trở thành một phong trào trí tuệ lớn sau chiến tranh ở châu Âu và Hoa Kỳ. Trong khi đó, mặc dù ảnh hưởng của chủ nghĩa cấu trúc đã giảm trong thập niên 1970, công việc của Jakobson vẫn tiếp tục nhận được sự chú ý trong nhân học ngôn ngữ, đặc biệt thông qua dân tộc học về giao tiếp được Dell Hymes phát triển và văn hóa ký hiệu học được Michael Silverstein, học sinh cũ của Jakobson, phát triển. Khái niệm của Jakobson về các vũ trụ ngôn ngữ cơ bản, đặc biệt là lý thuyết nổi bật về các đặc điểm nổi bật của ông, đã ảnh hưởng quyết định đến suy nghĩ ban đầu của Noam Chomsky, người trở thành nhân vật thống trị trong ngôn ngữ học lý thuyết trong nửa sau của thế kỷ XX.